# يوغو كوباياشي
يوغو كوباياشي (باليابانية: 小林雄剛) هو لاعب كرة قدم ياباني في مركز الهجوم، ولد في 20 أكتوبر 1991 في اليابان. لعب مع نادي أيزاول.

## وصلات خارجية
- يوغو كوباياشي على موقع قاعدة بيانات كرة القدم.إي يو (الإنجليزية)
- يوغو كوباياشي على موقع Soccerway.com (الإنجليزية)